# Endlicheria chalisea
Endlicheria chalisea là loài thực vật có hoa trong họ Nguyệt quế. Loài này được Chanderbali miêu tả khoa học đầu tiên năm 1996.